# مانگو (استونی)
مانگو (به لاتین: Mangu) یک منطقهٔ مسکونی در استونی است که در شهرستان هیو واقع شده‌است.